# Bennetot
Bennetot foi uma comuna francesa na região administrativa da Normandia, no departamento de Sena Marítimo. Estendia-se por uma área de 4,62 km². Em 2010 a comuna tinha 191 habitantes (densidade: 41,3 hab./km²).
Em 1 de janeiro de 2017, passou a formar parte da nova comuna de Terres-de-Caux.